# Ordinul Franciscan

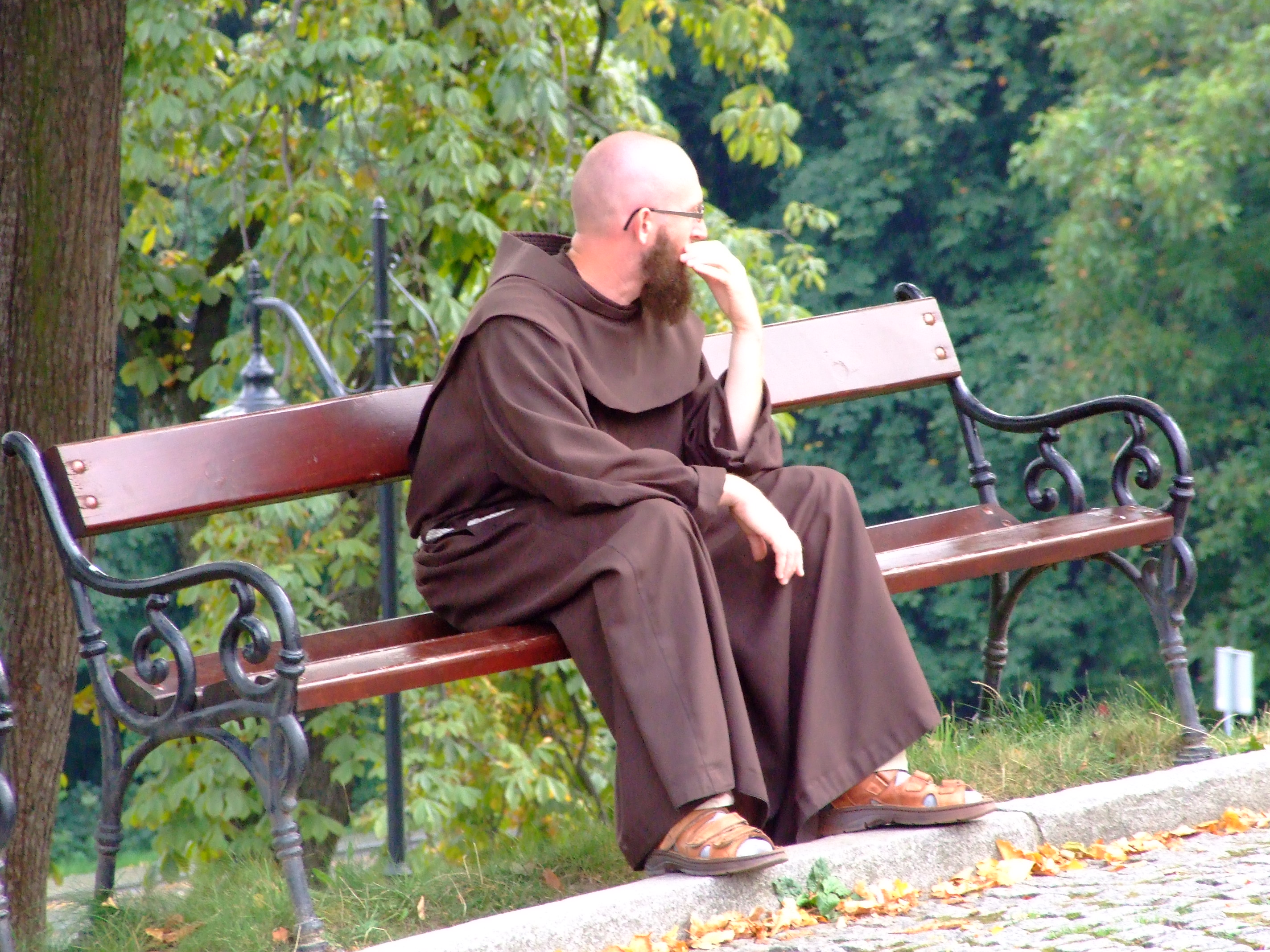
Franciscan polonez

Ordinul Franciscan (în latină Ordo Fratrum Minorum, în trad. "Ordinul Fraților Mici") este principala ramură a ordinelor franciscane. Franciscanii poartă rasa monahală simplă de culoare maro, spre deosebire de capucini (rasă maro, cu glugă - de unde și numele) și de minoriți (rasă neagră).

## Istoric
Franciscanii OFM de astăzi s-au format ca grupare "observantă", de respectare strictă a regulii sfântului Francisc de Assisi, la mijlocul secolului al XIV-lea în Italia, Franța și Spania. 
Franciscanii observanți, deveniți populari prin angajamentul lor public și critica socială în favoarea săracilor, au cunoscut o creștere rapidă în secolul al XV-lea, în timp ce minoriții conventuali ("de mănăstire"), cealaltă ramură a franciscanilor, au cunoscut un regres, din cauza poziționării mănăstirilor lor în interiorul orașelor afectate de epidemiile de ciumă.
Franciscanii observanți s-au angajat în predici populare și misiuni ambulante, delimitarea lor de conventuali accentuându-se din ce în ce mai mult.
La 19 mai 1517 papa Leon al X-lea a consfințit prin bula Ite et vos in vineam meam ("Mergeți în via mea") despărțirea ordinelor franciscane în ramurile distincte ale conventualilor (minoriții) și observanților (franciscanii OFM).

## În România
Sediul provinciei române a ordinului franciscan este la Cluj, iar principala mănăstire la Șumuleu Ciuc.

## Personalități
- Anton de Padova (1195-1231), preot considerat făcător de minuni
- Roger Bacon (1219-1292), filosof medieval cu merite în dezvoltarea științei și a metodei experimentale
- John Duns Scot (1266-1308), filosof medieval cu merite în teoria argumentației
- Ioan Căianu (1629-1687), culegător de folclor, compozitor și scriitor
- Gjergj Fishta (1871–1940), scriitor albanez
- Fortunát Boros (1895-1953), istoric, deținut politic
- Ciprian Nika (1900-1948), pedagog, deținut politic
- Cláudio Hummes (1934-2022), arhiepiscop de São Paulo și cardinal
- Leonardo Ulrich Steiner (n. 1950), arhiepiscop de Manaus și cardinal